# 静岡県立伊豆の国特別支援学校
静岡県立伊豆の国特別支援学校（しずおかけんりつ いずのくにとくべつしえんがっこう、英: Izunokuni Special Needs Education School）は、2021年に開校した、静岡県伊豆市にある県立特別支援学校である。

## 概要
- 小学部から高等部まで設置されており、伊豆地域に在住の知的障害のある児童・生徒が対象である。医療的ケア児を含む肢体の不自由な児童・生徒は近隣の静岡県立東部特別支援学校に通う[1]。
- 韮山小学校、韮山中学校や東部特別支援学校との交流学習を行っている。

## 学部・分校
- 本校
  - 小学部、中学部、高等部
- 伊豆下田分校（下田小学校内）
  - 小学部、中学部
- 伊豆松崎分校（松崎高校内）
  - 高等部

## 所在地
- 伊豆の国特別支援学校[2]
  - 〒410-2122　静岡県伊豆の国市寺家235
- 伊豆下田分校
  - 〒415-0025　静岡県下田市5-3-1
- 伊豆松崎分校
  - 〒410-3625　静岡県賀茂郡松崎町桜田188